# 金海女子高生殺人事件
金海女子高生殺人事件（キメじょしこうせいさつじんじけん）とは、2014年4月に大韓民国金海市の高校1年生の女子生徒が、犯人にそそのかされて家出した後、売春を強要された上、集団暴行を受けて殺された事件。犯人として20代（事件当時。以下、本項において同じ）の男と女子中学生3人が逮捕された。また共犯とされる男と女子中学生が別件で逮捕された。

## 概要
被害者の父親50歳によると、被害女子生徒は、父親が酒好きの母親と離婚した後、父と娘の二人で金海へ引っ越してきたが、金海では慶尚道方言を使わないという理由で日常的にいじめを受けていたという。被害者は、熱心に教会へ通い友達をたくさん作るという希望を抱いて高校に進学した矢先、いじめグループにより釜山のホテルに滞在させられて、強制的に売春させられた。被害者の父親が心配して家出人捜索願を出すと、いじめグループはこれを知り、いったん父親のもとへ被害女子生徒を帰した。被害者は父親に売春をさせられていたことを告白し、警察に被害届を出す途中、釜山蓮堤区にある教会へ立ち寄ったが、ここで加害者らに拉致された。
加害者らは被害女子生徒を以後一ヶ月にわたって監禁し、凄惨な暴行を加えて死に至らしめた。被害者の父親は警察に捜索願を出そうとしたが、釜山の警察署と金海の警察署はそれぞれ管轄が違うとしてなかなか受理しようとしなかったと報道されている。また、父親が「強制的に売春をさせられていた」と述べた後も、警察は通常の家出として扱ったと報道されている。
犯人たちは、冷麺用の器に焼酎2本を注いで被害者に飲ませ、被害者が吐くと、吐いたものを無理やり食べさせた。被害者が「あまりにも苦しい、水をかけてください」と言うと、犯人らは被害者の腕に沸騰した湯を何回もかけた。また、立ったり座ったりを100回も強要したり、九九を覚えさせて正答しないと殴打を繰り返したりした。4月10日に被害者が乗用車の後部座席で急性心停止のため死亡すると、犯人たちは翌日、慶尚南道昌寧郡の山林に遺体を運んで、顔が分からないようにするために顔にガソリンをかけて火を付けたうえ、セメントをかけて石や土をかぶせて埋めた。
犯行態様の悪質さと犯人グループに女子中学生が含まれていたことから韓国社会に大きな衝撃を与え、未成年者の量刑が注目されていたが、2015年7月13日に大法院第3部判決で未成年の一人16歳の女子中学生に6年から9年の不定期刑が言い渡され、確定した。被害者の殺害と遺体遺棄を主導した主犯格の男女には、未成年者を売春した40代男性をゆすったうえに殺害した別件の事件と合わせて、一審と二審ともに無期懲役が宣告されている。同様に、別の共犯者の24歳には、一審二審ともに懲役35年が宣告されている。